# شهرستان آن‌فو
شهرستان آن‌فو (به ویتنامی: Huyện An Phú) یک شهرستان در ویتنام است که در استان آن‌جانگ واقع شده‌است.

## خصوصیات
شهرستان آن‌فو ۲۲۶٫۱۷ کیلومترمربع مساحت و ۱۴۸٬۶۱۵ نفر جمعیت دارد.

## تقسیمات اداری
شهرک آن‌فو به ۳ شهرک و ۱۱ قصبه تقسیم شده است.
- ‌ شهرک‌ها (Thị trấn)
  - آن‌فو (An Phú)
  - دافیوک (Đa Phước)
  - لونگ‌بین (Long Bình)

- قصبه‌ها (xã)
  - خان‌آن (Khánh An)
  - خان‌بین (Khánh Bình)
  - فوهوی (Phú Hội)
  - فوهیو (Phú Hữu)
  - فیوک‌هینگ (Phước Hưng)
  - کووک‌تای (Quốc Thái)
  - نون‌هوی (Nhơn Hội)
  - وین‌چیونگ (Vĩnh Trường)
  - وین‌لوک (Vĩnh Lộc)
  - وین‌هاو (Vĩnh Hậu)
  - وین‌هوی‌دونگ/وین‌هوی شرقی (Vĩnh Hội Đông)